# Ingela Bohlin
Ingela Jenny Bohlin, född 9 november 1970 i Lunds Allhelgonaförsamling, är en svensk operasångare (sopran).
Bohlin har bland annat studerat på Musikhögskolan i Malmö och på Operahögskolan i Stockholm, där hon utexaminerades i januari 2002.
Hon har framträtt i Poulencs Vox Humana, Morgana i Alcina, Iole i Herkules och Asteria i Tamerlano av Händel (den senare tillsammans med Placido Domingo), första damen och Pamina i Trollflöjten samt Ismene i Mitridate, Susanna i Figaros Bröllop av Mozart.
Bohlin har flera gånger framträtt i Vadstena-Akademien och på scener som Kulturhuset i Stockholm, Drottningholms Slottsteater och Göteborgsoperan. I utlandet vid festivalen i Aix-en-Provence och operorna i Bryssel, Paris och Madrid. I USA debuterade hon som Fiordiligi i Così fan tutte i Chicago 2002 och sjöng där senare Drusilla i Poppeas kröning.
Hon är ofta anlitad som solist i konsertsammanhang som Faurés Requiem, Haydns Skapelsen, Händels Messias, Lars-Erik Larssons Förklädd gud, Monteverdis Maria-vesper, Mozarts Requiem, Exsultate jubilate och c-mollmässa, Pergolesis Stabat mater samt Matteuspassionen och Juloratorium av Bach.
Hon är dotter till musikvetaren och dirigenten Folke Bohlin och kördirigenten Eva Svanholm Bohlin samt syster till dirigenten Ragnar Bohlin.